# 桑田佳祐&The Pin Boys
桑田佳祐&The Pin Boys（くわたけいすけ アンド ザ・ピン・ボーイズ）は、サザンオールスターズの桑田佳祐を中心とする音楽ユニット。桑田が旗振り役となって開催されたボウリング大会『KUWATA CUP』のために結成された。

## 概要
2018年10月に桑田の名を冠したボウリング大会『KUWATA CUP 2019 ～みんなのボウリング大会～』が開催されることが発表され、同時に桑田が大会のために新曲を書き下ろしていることが発表された。数日後に大会のために「桑田佳祐＆The Pin Boys」という新ユニットで新曲を発売することが発表された。桑田にとっては「桑田佳祐&Mr.Children」以来24年ぶりのコラボレーションとなる。

## メンバー
- 桑田佳祐
- The Pin Boys

「The Pin Boy」とは、全自動の機械が登場する以前に、レーンの裏側で手動でピンをきれいに並べる役割の人であり、レーンの裏側でボウリングプレイを支えるその人たちのことを「ピンボーイ」と呼んでいた。ここでの「The Pin Boys」とは桑田と一緒にボウリングを盛り上げてくれる人を指す。

## 作品
- 順位はオリコン週間ランキングの最高順位である。

| # | 発売日        | タイトル             | 形態 | 規格品番                                        | 初週売上 | 順位 | タイアップ |
| - | ------------- | -------------------- | ---- | ----------------------------------------------- | -------- | ---- | --- |
| 1 | 2019年1月1日  | レッツゴーボウリング | EP   | VIKL-30100                                      | 3.9万枚  | 1位  | 『KUWATA CUP 2019』公式ソング。 日本プロボウリング協会 ボウリング公式ソング。 日本ボウリング機構 日本ボウリング競技 公式ソング。 |
| 1 | 2019年1月1日  | レッツゴーボウリング | CD   | VIZL-2000（初回限定盤）                         | 3.9万枚  | 1位  | 『KUWATA CUP 2019』公式ソング。 日本プロボウリング協会 ボウリング公式ソング。 日本ボウリング機構 日本ボウリング競技 公式ソング。 |
| 1 | 2019年1月1日  | レッツゴーボウリング | CD   | NZS-800（初回限定盤ボウリング場限定パッケージ） | 3.9万枚  | 1位  | 『KUWATA CUP 2019』公式ソング。 日本プロボウリング協会 ボウリング公式ソング。 日本ボウリング機構 日本ボウリング競技 公式ソング。 |
| 1 | 2019年1月1日  | レッツゴーボウリング | CD   | VICL-38400（通常盤）                            | 3.9万枚  | 1位  | 『KUWATA CUP 2019』公式ソング。 日本プロボウリング協会 ボウリング公式ソング。 日本ボウリング機構 日本ボウリング競技 公式ソング。 |
| 2 | 2020年2月12日 | 悲しきプロボウラー   | EP   | VIKL-30110                                      | 2.5万枚  | 3位  | 日本ボウリング競技 公式ソング。 『KUWATA CUP 2020』テーマソング。 SOMPOグループ CMソング。                                       |
| 2 | 2020年2月12日 | 悲しきプロボウラー   | CD   | VIZL-2050（初回限定盤）                         | 2.5万枚  | 3位  | 日本ボウリング競技 公式ソング。 『KUWATA CUP 2020』テーマソング。 SOMPOグループ CMソング。                                       |
| 2 | 2020年2月12日 | 悲しきプロボウラー   | CD   | NZS-810（初回限定盤ボウリング場限定パッケージ） | 2.5万枚  | 3位  | 日本ボウリング競技 公式ソング。 『KUWATA CUP 2020』テーマソング。 SOMPOグループ CMソング。                                       |
| 2 | 2020年2月12日 | 悲しきプロボウラー   | CD   | VICL-38600（通常盤）                            | 2.5万枚  | 3位  | 日本ボウリング競技 公式ソング。 『KUWATA CUP 2020』テーマソング。 SOMPOグループ CMソング。                                       |